# Huécija
Huécija é um município da Espanha na província de Almería, comunidade autónoma da Andaluzia, de área 19 km² com população de 539 habitantes (2009).

## Demografia
| Variação demográfica do município entre 1991 e 2004 | Variação demográfica do município entre 1991 e 2004 | Variação demográfica do município entre 1991 e 2004 | Variação demográfica do município entre 1991 e 2004 | Variação demográfica do município entre 1991 e 2004 |
| --------------------------------------------------- | --------------------------------------------------- | --------------------------------------------------- | --------------------------------------------------- | --------------------------------------------------- |
| 1991                                                | 1996                                                | 2001                                                | 2004                                                | 2008                                                |
| 532                                                 | 537                                                 | 551                                                 | 551                                                 | 530                                                 |